# Kamatamare Sanuki
O Kamatamare Sanuki é um time de futebol de Takamatsu no Japão. que disputa a J.League 2.

## História
Foi fundado em 1956 com o nome de Takasho OB (Old Boys) Soccer Club  (高商OBサッカークラブ).
O clube foi vice-campeão da Japan Football League em 2013, conseguindo o acesso.